# Schottische Badmintonmeisterschaft 2017
Die Schottische Badmintonmeisterschaft 2017 fand vom 3. bis zum 5. Februar 2017 in Perth statt.

## Medaillengewinner
| Disziplin    | Gold                               | Silber                           | Bronze                              |
| ------------ | ---------------------------------- | -------------------------------- | ----------------------------------- |
| Herreneinzel | Kieran Merrilees                   | Matthew Carder                   | Danny Leinster                      |
| Herreneinzel | Kieran Merrilees                   | Matthew Carder                   | Ben Torrance                        |
| Dameneinzel  | Kirsty Gilmour                     | Julie MacPherson                 | Holly Newall                        |
| Dameneinzel  | Kirsty Gilmour                     | Julie MacPherson                 | Rachel Sugden                       |
| Herrendoppel | Martin Campbell Patrick MacHugh    | Alexander Dunn Adam Hall         | Christopher Grimley Matthew Grimley |
| Herrendoppel | Martin Campbell Patrick MacHugh    | Alexander Dunn Adam Hall         | Jamie Neill Keith Turnbull          |
| Damendoppel  | Julie MacPherson Eleanor O’Donnell | Rebekka Findlay Caitlin Pringle  | Kirsten Berry Holly Newall          |
| Damendoppel  | Julie MacPherson Eleanor O’Donnell | Rebekka Findlay Caitlin Pringle  | Ciara Torrance Toni Woods           |
| Mixed        | Patrick MacHugh Kirsty Gilmour     | Martin Campbell Julie MacPherson | Adam Hall Eleanor O’Donnell         |
| Mixed        | Patrick MacHugh Kirsty Gilmour     | Martin Campbell Julie MacPherson | Christopher Grimley Ciara Torrance  |